# Ilten (Adelsgeschlecht)

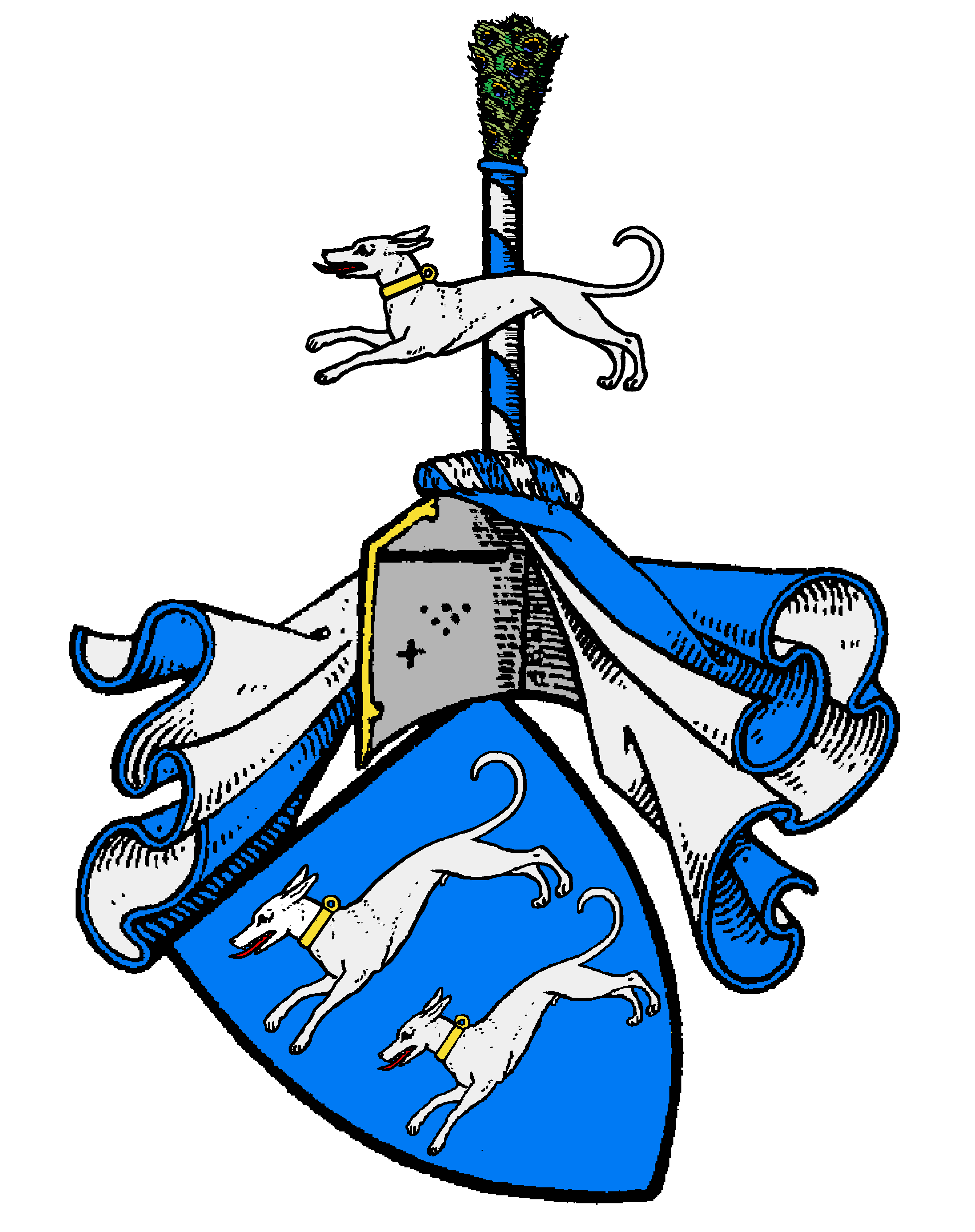
Wappen derer von Ilten

Die Familie von Ilten ist ein uradliges niedersächsisches Geschlecht.

## Herkunft und Geschichte
Das Geschlecht leitet seinen Namen von dem Stammhaus Ilten im sogenannten Großen Freien bei Hannover her, wo es 1227 mit dem Knappen Jordan von Ilten erstmals urkundlich erscheint. Die von Ilten waren seit dem 14. Jahrhundert zeitweilig Burgmannen auf der Burg Hallerburg. 

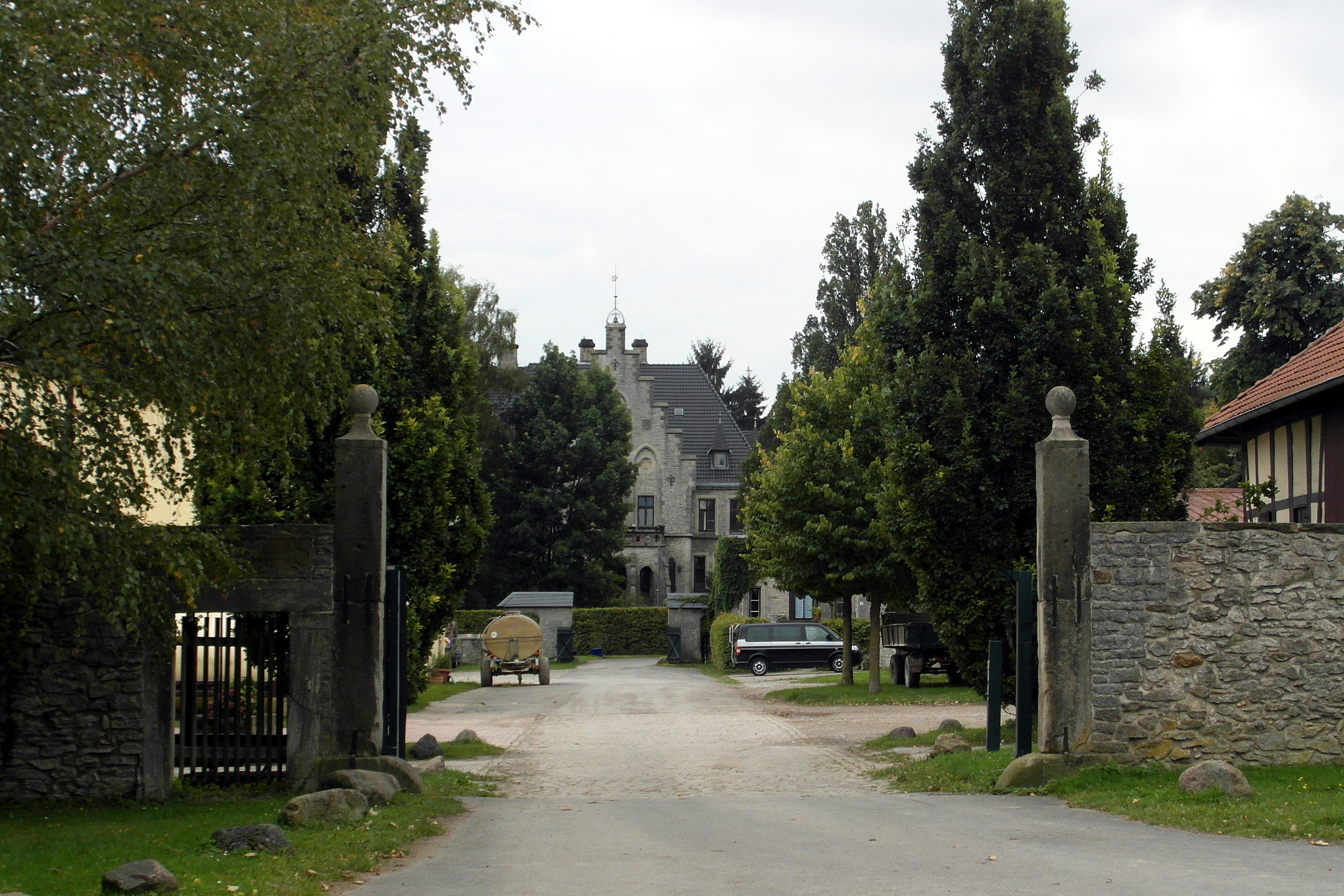
Herrenhaus Gestorf

Seit mindestens Ende des 14. Jahrhunderts sind sie Herren auf dem Rittergut I in Gestorf bei Hannover. Der welfische Herzog Wilhelm von Calenberg-Göttingen übertrug dem Knappen Heinrich von Ilten 1456 die niedere Gerichtsbarkeit über drei Sattelhöfe bei der Kirche in Gestorf und das Gut Klein-Gestorf. Die Stammreihe beginnt mit dem Ritter Berthold von Ilten, der urkundlich von 1351 bis 1388 erschien.
Ein 1740 gegründetes Erbbegräbnis der Familie soll durch einen Stein vor dem Altar der Garnisonkirche in Hannover markiert gewesen sein.
Das Rittergut Gestorf I befindet sich noch im Besitz der Familie, das 1882 errichtete Herrenhaus wurde jedoch 1954 verkauft.
Die von Ilten bilden zusammen mit den von Alten, von Jeinsen, von Heimburg, Knigge, von Lenthe, von Münchhausen, von Reden, von Bennigsen, von Linsingen und von Rössing den Kreis der uralten Geschlechter des Fürstentums Calenberg.

## Wappen
Das Wappen zeigt in Blau zwei flüchtige gold-behalsbandete silberne Windhunde übereinander. Auf dem Helm mit blau-silbernen Decken ein Windhund vor einem blau-silber umwundenen Schaft, welcher oben mit einem natürlichen Pfauenwedel besteckt ist.

### Derivate

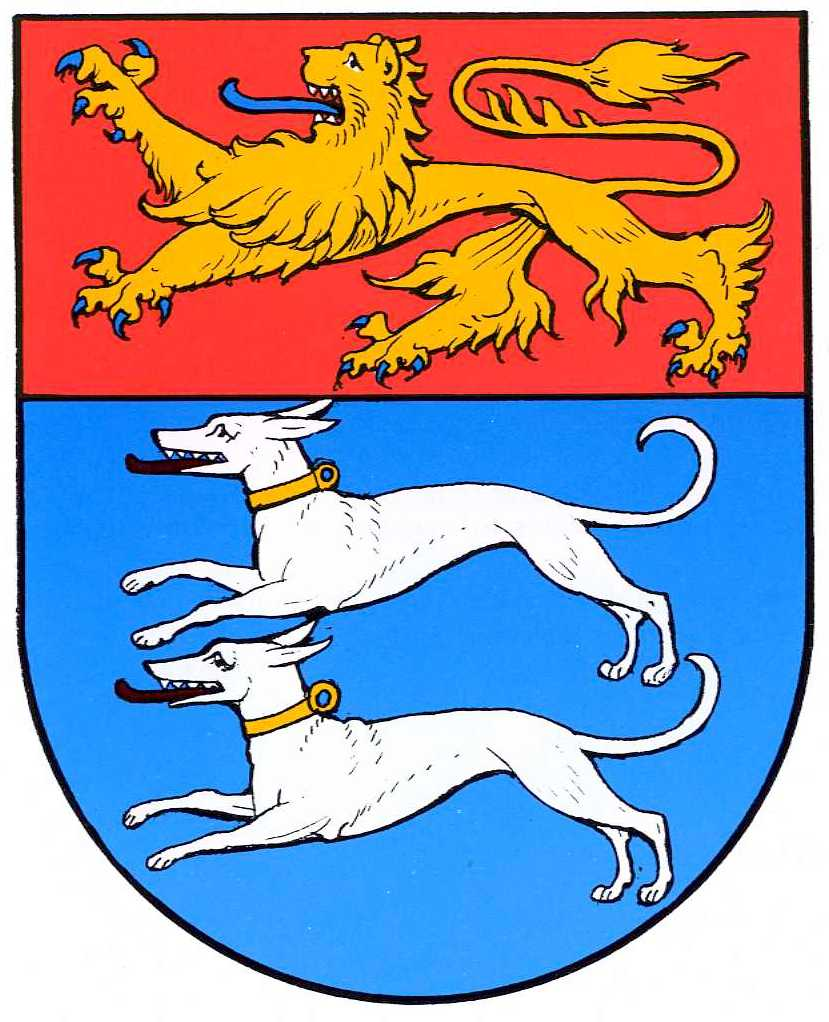
Wappen der Gemeinde Ilten

## Bekannte Namensträger
- Casper von Ilten (1587–1640), braunschweigisch-lüneburger Hofrichter und Landrat
- Jobst Hermann von Ilten (1649–1730), hannoverscher Staatsminister, Generalleutnant und Diplomat
- Clara Eleonora von Ilten (1647–1711), Priorin des Klosters Marienwerder (Sandsteinepitaph in der Klosterkirche)
- Ernst August von Ilten (1683–1740), hannoverscher Hofrichter
- Thomas Eberhard von Ilten (1685–1758), hannoverscher Generalkriegskommandant
- Johann Georg von Ilten (1688–1749), hannoverscher Generalleutnant
- Dietrich Leon von Ilten (1710–1740), sachsen-meininger Kriegsrat und Oberst
- Just Philipp Anton von Ilten (1718–1778), hannoverscher Hofrichter und Oberhauptmann
- Wilhelm von Ilten († 1883), hannoverscher Amtmann
- Luise von Ilten (1799–1847), Äbtissin des Klosters Mariensee